# Heliconia mariae

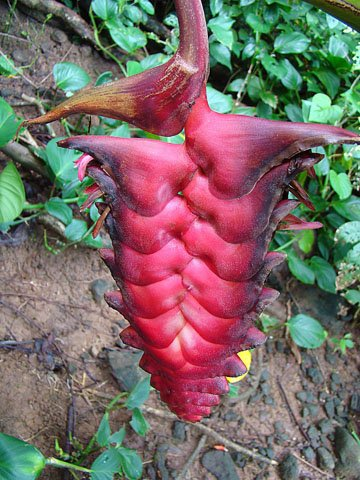
Inflorescencia en detalle.

Heliconia mariae es una planta de la familia Heliconiaceae conocida comúnmente como platanillo, también llamada beef steak en inglés por el color rojo vivo de su inflorescencia. Originaria de Centroamérica y parte de Sudamérica (norte de Colombia), naturalizada en Barbados y Hawái. Es ampliamente cultivada como planta ornamental en regiones fuera de su rango nativo.

## Descripción
Es una planta perenne que produce rizomas con los que se extiende horizontalmente. Mide entre 3 y 6 metros, pero puede alcanzar los 7 metros de altura, tallo aplanado de hasta 12 cm de ancho y 4 a 6 cm de grosor. Pecíolos de 50-100 cm de largo por encima de la vaina; láminas elípticas, romas y cuspidadas en el ápice, ligeramente lobuladas y redondeadas en la base, 2 metros o más de largo y 60 cm de ancho (a veces más pequeñas en la parte inferior de la planta); venas separadas 8 a 20 cm.
Inflorescencia colgante de un pedúnculo grueso de 50 cm o más de largo, con aproximadamente 40 cm de pedúnculo expuesto, la parte fértil de 20-80 cm de largo, 10-13 cm de ancho, que se estrecha ligeramente hasta el ápice; brácteas de 20 a 70, rojas, dísticas, todas imbricadas menos las más bajas, de 3,5 a 8 cm de largo, más anchas en el medio, agudas a acuminadas en el ápice; flores que sobresalen ligeramente de las brácteas, blancas en la base y rojizas en el ápice, de 2.5-4 cm de largo; ovario blanco, convirtiéndose en lavanda a azul.
Frutos redondos de aproximadamente 1,5 cm de diámetro y 9 mm de ancho, 3 ángulos, azul brillante, con un pedúnculo blanco carnoso, 3 semillas; semillas oblongas, de 8-10 cm de largo, 3-4 mm de ancho, cubiertas con una pulpa blanca carnosa.